# Vignole Borbera
Vignole Borbera est une commune de la province d'Alexandrie dans le Piémont en Italie.

## Fêtes, foires
- Fête du printemps, 25 avril
- Fête de San Lorenzo les 10 et 11 août
- Sagra dello stoccafisso, fin juillet et début août

## Administration
| Période                                  | Période            | Identité            | Étiquette               | Qualité |
| ---------------------------------------- | ------------------ | ------------------- | ----------------------- | ------- |
| 14 juin 2004                             | 1er septembre 2008 | Susan Lesley Thomas |                         |         |
| 1er septembre 2008                       | 8 juin 2009        | Paola Fioravanti    | Commissarie préfectoral |         |
| 8 juin 2009                              | En cours           | Giuseppe Teti       |                         |         |
| Les données manquantes sont à compléter. |                    |                     |                         |         |

### Hameaux
Precipiano, Variano Inferiore, Variano Superiore

### Communes limitrophes
Arquata Scrivia, Borghetto di Borbera, Grondona, Serravalle Scrivia, Stazzano